# 新治郡
- 令制国一覧 > 東海道 > 常陸国 > 新治郡
- 日本 > 関東地方 > 茨城県 > 新治郡

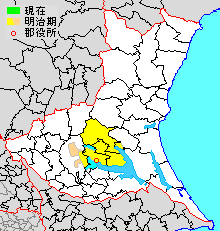
茨城県新治郡の範囲（水色：後に他郡から編入した区域 薄黄：後に他郡に編入された区域）

新治郡（にいはりぐん）は、茨城県（常陸国）にあった郡。

## 郡域
茨城県の中央部から南部にかけて位置し、行政区域としては県南地域に属する。現在では、土浦市、石岡市、かすみがうら市と小美玉市の旧玉里地区、つくば市の旧桜村地区にほぼ相当する。
1878年（明治11年）に行政区画として発足した当時の郡域は、下記の区域にあたる。
- 石岡市の全域
- 土浦市の大部分（概ね上高津、下高津、富士崎、小松、滝田以南[2]および大志戸・小高・小野・東城寺・永井・本郷を除く）
- つくば市の一部（大角豆、倉掛、花室、妻木、栗原、玉取、大曽根、篠崎、長高野、前野、大穂、佐、若森より南東および苅間・葛城根崎・東平塚・西平塚・下平塚・西大橋・新井・大白硲・平・柳橋・山中・島・西岡・小白硲・原[2]）
- かすみがうら市の全域
- 小美玉市の一部（概ね園部川以西）

当初は筑波郡・信太郡との境界線が錯綜をきわめており、当郡がつくば市の中心近く、筑波郡が土浦市北部、信太郡が土浦市の中心近くまで及んでいたが、1896年（明治29年）の郡制施行のための郡の再編で整理された。

## 歴史
常陸国では律令制による国郡支配が解体された平安時代末期以降、荘園の成立や郡の細分化が進んだ。1594年（文禄3年）に常陸国内で太閤検地が行われた際、細分化された郡や荘を再編して古代律令制下の郡の復元が図られた。「新治郡」もそのようにして復元された郡のひとつであるが、その領域は古代の茨城郡の一部である南郡西部および北郡、古代信太郡西部の信太荘北部、さらに筑波郡の一部からなるものであり、古代の新治郡とはその領域を全く異にする。たとえば、江戸時代に当郡に所属するとされた常陸府中（現・石岡市）や土浦周辺は古代には茨城郡に所属していた。
こうして、古代新治郡とは全く異なる郡として近世新治郡が成立したが、これが1878年（明治11年）の郡区町村編制法による近代新治郡に引き継がれた。ただし、1896年（明治29年）の郡制施行に際して隣接する筑波郡および信太郡（河内郡との合併により稲敷郡）との間で大幅な境界変更を行っている。このときの新治郡は、土浦・石岡など5町30村からなり、土浦に郡役所が置かれた。
その後、1940年（昭和15年）に市制施行により土浦市が発足して土浦が当郡から分離し、1954年（昭和29年）には石岡も市制を施行して分離した。以後は、八郷町・新治村・千代田村・出島村・玉里村・桜村の1町5村体制が昭和後期まで続き、つくば市発足や市町村合併（いわゆる平成の大合併）の進行により所属町村数は減少を続けて、2006年（平成18年）に消滅した。

### 近代以降の沿革
- 「旧高旧領取調帳」に記載されている明治初年時点での支配は以下の通り。●は村内に寺社領が、○は寺社除地[3]が存在。幕府領は安藤伝蔵支配所・福田所左衛門支配所・小川達太郎支配所・北条平次郎支配所が管轄。（2町180村）

| 知行         | 知行                         | 村数     | 村名 |
| ------------ | ---------------------------- | -------- | --- |
| 幕府領       | 幕府領（安藤支配所）         | 8村      | 中戸村、●太田村、●大増村、●小屋村、●上曾村、新岩坪村、根崎村、●前野村、茂左衛門新田 |
| 幕府領       | 幕府領（福田支配所）         | 1村      | 男神村 |
| 幕府領       | 幕府領（小川支配所）         | 1村      | 岡村新田 |
| 幕府領       | 旗本領                       | 59村     | 上林村、嘉良寿理村、片岡村、部原村、小塙村、小見村、●宇治会村、小山田村、鯨岡村、金指村、小倉村、弓弦村、柴内村、加生野村、月岡村、青田村、辻村、小野越村、仏生寺村、○菖蒲沢村、泉沢村、須釜村、○小幡村、細谷村、上青柳村、下青柳村、蓮沼村、若森村、上野村、柴崎村、●片野村、川又村、新治村、牛渡村、大和田村、上大堤村、○栗又四ヶ村、高浜村、北根本村、中津川村、大白硲村、平村、新井村、柳橋村、山中村、島村、西岡村、大橋村（現・つくば市西大橋）、西平塚村、東平塚村、下平塚村、蔵掛村、東岡村、●田中村（現・つくば市田中）、●山木村、佐村、篠崎村、染谷村、村上村 |
| 幕府領       | 幕府領（安藤）・旗本領       | 10村     | ●下林村、●柿岡村、●大曽根村、玉取村、栗原村、菅谷村、南根本村、大橋村（現・石岡市東大橋）、水守村、長高野村 |
| 幕府領       | 幕府領（北条支配所）・旗本領 | 2村      | 市川村、半田村 |
| 幕府領       | 幕府領（福田）・旗本領       | 1村      | 下大堤村 |
| 藩領         | 常陸土浦藩                   | 1町 46村 | 土浦町、真鍋村、藤沢新田、藤沢村、下坂田村、上坂田村、虫掛村、常名村、殿里村、沢辺村、田土部村、高岡村、中貫村、大畑村、小山崎村、今泉村、山本村、田宮村、木田余村、神立村、白鳥村、手野村、田村、沖宿村、●戸崎村、●加茂村、深谷村、有河村、坂村、中台村、成井村（現・かすみがうら市）、●下軽部村、岩坪村、上広岡村、吉瀬村、下広岡村、粕毛村、土器屋村、中根村、松塚村、横町村、●金田村、大村、古来村、花室村、上室村、上境村 |
| 藩領         | 常陸志筑藩                   | 19村     | 成井村（現・石岡市）、東野寺村、西野寺村、上土田村、下土田村、上志筑村、下志筑村、五反田村、横堀村、飯田村、大峯村、上佐谷村、下佐谷村、雪入村、中志筑村、上稲吉村、下稲吉村、高倉村、粟田村 |
| 藩領         | 常陸水戸藩                   | 14村     | ●宍倉村、井関村、石川村、上軽部村、安食村、柏崎村、田伏村、三ッ木村、○上玉里村、○下玉里村、川中子村、小井戸村、●○田木谷村、○高崎村 |
| 藩領         | 常陸牛久藩                   | 11村     | 浦須村、●山崎村、宮ヶ崎村、真家村、柴間村、野田村、佐久村、瓦谷村、●大塚村、●狢内村、●吉生村 |
| 藩領         | 常陸府中藩                   | 1町 2村  | ●○石岡町、田中村（現・石岡市東田中）、大角豆村 |
| 藩領         | 常陸谷田部藩                 | 1村      | 苅間村 |
| 幕府領・藩領 | 旗本領・志筑藩               | 1村      | 中佐谷村 |
| 幕府領・藩領 | 旗本領・府中藩               | 3村      | 三村、小白硲村、妻木村 |
| 幕府領・藩領 | 旗本領・武蔵岩槻藩           | 1村      | ●根小屋村 |

- 慶応4年6月27日（1868年8月15日） - 幕府領・旗本領が常陸知県事の管轄となる。
- 明治2年
  - 2月9日（1869年3月21日） - 常陸知県事の管轄区域が若森県の管轄となる。
  - 6月22日（1869年7月30日） - 常陸府中藩が任知藩事にともない改称して常陸石岡藩となる。
- 明治4年
  - 2月8日（1871年3月28日） - 谷田部藩が下野茂木藩に転封となり、苅間村は土浦藩の管轄となる。
  - 若森県の管轄区域のうち新岩坪村・根崎村・茂左衛門新田・男神村・岡村新田・蓮沼村・上野村・柴崎村・三村・新治村・牛渡村・大和田村・上大堤村・大白硲村・平村・新井村・柳橋村・山中村・島村・西岡村・大橋村（現・つくば市西大橋）・西平塚村・東平塚村・下平塚村・蔵掛村・東岡村・栗原村・菅谷村・南根本村・下大堤村・小白硲村・妻木村が、水戸藩領のうち宍倉村・井関村・石川村・上軽部村・安食村・柏崎村・田伏村・三ッ木村が、志筑藩領のうち上稲吉村・下稲吉村が、石岡藩領のうち大角豆村・三村・小白硲村がそれぞれ土浦藩領となる。
  - 若森県の管轄区域のうち高浜村・北根本村・中津川村・市川村・中佐谷村が志筑藩領、栗又四ヶ村が水戸藩領、金指村・小倉村・根小屋村が牛久藩領、大橋村（現・石岡市東大橋）が石岡藩領となる。
  - 7月14日（1871年8月29日） - 廃藩置県により、藩領が土浦県、志筑県、水戸県、牛久県、石岡県、岩槻県となる。
  - 11月14日（1871年12月25日） - 第1次府県統合により全域が新治県の管轄となる。
- 1875年（明治8年）5月7日 - 第2次府県統合により茨城県の管轄となる。
- 明治初年 - 大橋村（現・つくば市西大橋）が改称して西大橋村となる。

- 1878年（明治11年）

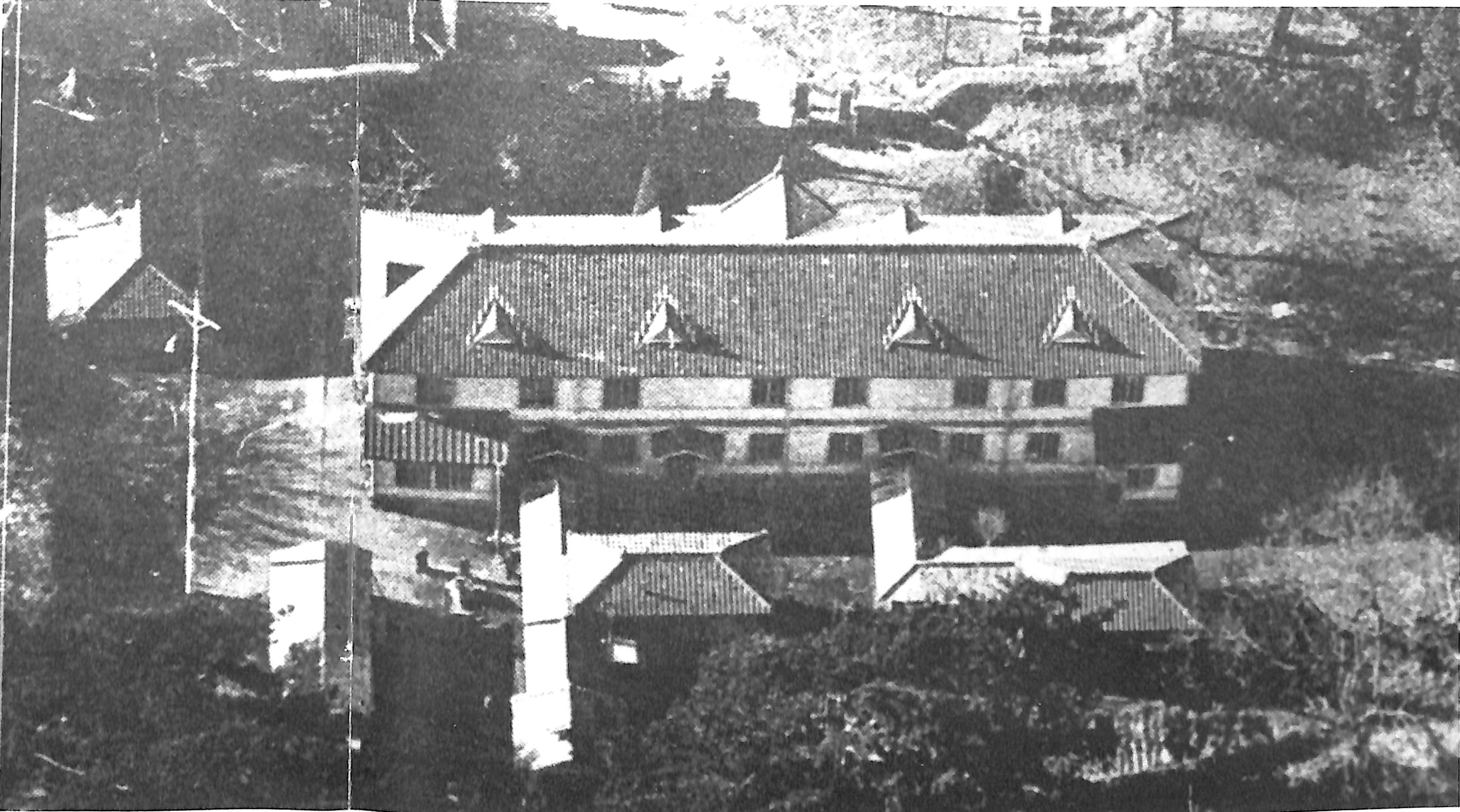
新治郡役所
1878年（明治11年）の郡制施行時は土浦城本丸を利用していたが、火災で焼失したため、1884年（明治17年）10月に洋風の木造2階建て庁舎が新築された。

  - 12月2日 - 郡区町村編制法の茨城県での施行により行政区画としての新治郡が発足。郡役所が土浦町に設置。
  - 河内郡原村の所属郡が本郡に変更。（2町181村）
  - 田中村（現・つくば市田中）が改称して西田中村となる。
- 1879年（明治12年） – 大橋村（現・石岡市東大橋）、成井村（現・かすみがうら市）、田中村（現・石岡市東田中）がそれぞれ東大橋村、西成井村、東田中村に改称。
- 1887年（明治20年） – 新岩坪村が岩坪村に合併。（2町180村）
- 1888年（明治21年） – 泉沢村が青田村に合併。（2町179村）

### 町村制以降の沿革

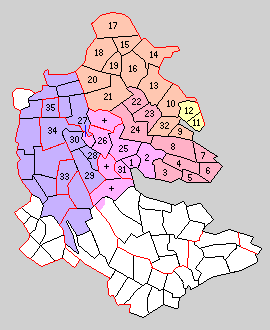
1.真鍋町 2.上大津村 3.下大津村 4.美並村 5.牛渡村 6.佐賀村 7.安飾村 8.志士庫村 9.関川村 10.高浜町 11.玉川村 12.田余村 13.石岡町 14.園部村 15.瓦会村 16.林村 17.恋瀬村 18.葦穂村 19.柿岡町 20.小幡村 21.小桜村 22.志筑村 23.新治村 24.七会村 25.都和村 26.藤沢村 27.斗利出村 28.栄村 29.九重村 30.栗原村 31.土浦町 32.三村 33.葛城村 34.大穂村 35.田水山村（紫：つくば市 桃：土浦市 赤：かすみがうら市 橙：石岡市 黄：小美玉市 ＋はのちに新治郡に加わった地域）

- 1889年（明治22年）4月1日 - 町村制の施行により、下記の町村が発足[9]。（5町30村）
  - 真鍋町 ← 真鍋村、殿里村、木田余村（現・土浦市）
  - 上大津村 ← 手野村、白鳥村、田村、沖宿村、菅谷村、神立村（現・土浦市）
  - 下大津村 ← 加茂村、戸崎村（現・かすみがうら市）
  - 美並村 ← 大和田村、深谷村、上大堤村、下大堤村、三ッ木村、南根本村、男神村、中台村（現・かすみがうら市）
  - 牛渡村 ← 牛渡村、有河村（現・かすみがうら市）
  - 佐賀村 ← 坂村、田伏村（現・かすみがうら市）
  - 安飾村 ← 安食村、柏崎村、岩坪村、下軽部村（現・かすみがうら市）
  - 志士庫村 ← 宍倉村、西成井村、上軽部村（現・かすみがうら市）
  - 関川村 ← 井関村、石川村（現・石岡市）
  - 高浜町 ← 高浜村、北根本村、中津川村、小井戸村、東田中村、東大橋村（現・石岡市）
  - 玉川村 ← 下玉里村、川中子村（現・小美玉市）
  - 田余村 ← 上玉里村、高崎村、田木谷村、栗又四ヶ村（現・小美玉市）
  - 石岡町 ← 石岡町、染谷村、村上村（現・石岡市）
  - 園部村 ← 山崎村、成井村、真家村、宮ヶ崎村、柴間村（現・石岡市）
  - 瓦会村 ← 瓦谷村、宇治会村、小塙村、野田村、佐久村、部原村（現・石岡市）
  - 林村 ← 下林村、上林村、嘉良寿里村、浦須村、片岡村、根小屋村（現・石岡市）
  - 恋瀬村 ← 大増村、大塚村、太田村、中戸村、小見村（現・石岡市）
  - 葦穂村 ← 上曽村、小屋村、小倉村、吉生村、小山田村、鯨岡村、狢内村（現・石岡市）
  - 柿岡町 ← 柿岡村、片野村、金指村（現・石岡市）
  - 小幡村 ← 小幡村、須釜村、細谷村、上青柳村、下青柳村、加生野村（現・石岡市）
  - 小桜村 ← 月岡村、青田村、弓弦村、半田村、川又村、柴内村、辻村、菖蒲沢村、小野越村、仏生寺村（現・石岡市）
  - 志筑村 ← 中志筑村、下志筑村、上志筑村、横堀村、大峯村、五反田村、高倉村、粟田村（現・かすみがうら市）
  - 新治村 ← 新治村、西野寺村、上土田村、下土田村、東野寺村、飯田村、市川村（現・かすみがうら市）
  - 七会村 ← 中佐谷村、下佐谷村、上佐谷村、上稲吉村、下稲吉村、雪入村、山本村（現・かすみがうら市）
  - 都和村 ← 常名村、中貫村、今泉村、小山崎村（現・土浦市）
  - 藤沢村 ← 虫掛村、藤沢村、大畑村、上坂田村、下坂田村（現・土浦市）
  - 斗利出村 ← 高岡村、田土部村（たどへむら）、田宮村、沢辺村、藤沢新田（現・土浦市）
  - 栄村 ← 横町村、上境村、土器屋村、金田村、松塚村、中根村、古来村、大村、吉瀬村（現・つくば市）
  - 九重村 ← 上室村、上広岡村、下広岡村、大角豆村、蔵掛村、妻木村、東岡村、岡村新田、花室村、柴崎村（現・つくば市）
  - 栗原村 ← 栗原村、上野村、蓮沼村（現・つくば市）
  - 土浦町（単独町制。現・土浦市）
  - 三村（単独村制。現・石岡市）
  - 葛城村 ← 苅間村、根崎村、東平塚村、西平塚村、下平塚村、西大橋村、新井村、大白硲村、平村、柳橋村、山中村、島村、西岡村、小白硲村、原村（現・つくば市）
  - 大穂村 ← 大曽根村、若森村、佐村、篠崎村、前野村、長高野村、玉取村（現・つくば市）
  - 田水山村 ← 西田中村、水守村、山木村（現・つくば市）
  - 粕毛村が信太郡中家村の一部となる。
- 1896年（明治29年）
  - 4月1日（5町30村）
    - 葛城村・大穂村・田水山村の所属郡が筑波郡に変更。
    - 筑波郡山ノ荘村・信太郡東村・中家村の所属郡が本郡に変更。

  - 7月1日 - 郡制を施行。
- 1923年（大正12年）4月1日 - 郡会が廃止。郡役所は存続。
- 1926年（大正15年）7月1日 - 郡役所が廃止。以降は地域区分名称となる。
- 1937年（昭和12年）4月1日 - 中家村が土浦町に編入。（5町29村）
- 1939年（昭和14年）6月1日 - 東村が土浦町に編入。（5町28村）
- 1940年（昭和15年）11月3日 - 土浦町・真鍋町が合併して土浦市が発足し、郡より離脱。（3町28村）
- 1947年（昭和22年）9月1日 - 都和村が土浦市に編入。（3町27村）
- 1953年（昭和27年）11月16日 - 高浜町が石岡町に編入。（2町27村）
- 1953年（昭和28年）6月15日 - 栗原村の一部（蓮沼）が筑波郡大穂町に編入。
- 1954年（昭和29年）
  - 2月11日 - 石岡町が市制施行して石岡市となり、郡より離脱。（1町27村）
  - 3月20日 - 新治村・志筑村・七会村が合併して千代田村が発足。（1町25村）
  - 11月1日 - 上大津村が土浦市に編入。（1町24村）
  - 12月1日 - 三村・関川村が石岡市に編入。（1町22村）
- 1955年（昭和30年）
  - 1月1日 - 柿岡町・林村・園部村・瓦会村・恋瀬村・葦穂村・小幡村・小桜村が合併して八郷町が発足。（1町15村）
  - 2月11日 - 下大津村・美並村・牛渡村・佐賀村・安飾村・志士庫村が合併して出島村が発足。（1町10村）
  - 3月31日 - 田余村・玉川村が合併して玉里村が発足。（1町9村）
  - 7月22日 - 栄村・九重村・栗原村が合併して桜村が発足。（1町7村）
  - 7月27日 - 藤沢村・山ノ荘村・斗利出村が合併して新治村が発足。（1町5村）
- 1987年（昭和62年）11月30日 - 桜村が筑波郡谷田部町・豊里町・大穂町と合併してつくば市が発足し、郡より離脱。（1町4村）
- 1992年（平成4年）1月1日 - 千代田村が町制施行して千代田町となる。（2町3村）
- 1997年（平成9年）4月1日 - 出島村が改称、即日町制施行して霞ヶ浦町となる。（3町2村）
- 2005年（平成17年）
  - 3月28日 - 霞ヶ浦町・千代田町が合併してかすみがうら市が発足し、郡より離脱。（1町2村）
  - 10月1日 - 八郷町が石岡市と合併し、改めて石岡市が発足、郡より離脱。（2村）
- 2006年（平成18年）
  - 2月20日 - 新治村が土浦市に編入。（1村）
  - 3月27日 - 玉里村が東茨城郡小川町・美野里町と合併して小美玉市が発足。同日新治郡消滅。

### 変遷表
| 明治22年4月1日  | 明治22年 - 大正15年          | 明治22年 - 大正15年 | 昭和1年 - 昭和19年          | 昭和1年 - 昭和19年     | 昭和20年 - 昭和29年           | 昭和20年 - 昭和29年          | 昭和30年 - 昭和39年            | 昭和40年 - 昭和64年            | 平成1年 - 現在                   | 平成1年 - 現在                 | 現在           |
| --------------- | ---------------------------- | ------------------- | --------------------------- | ---------------------- | ----------------------------- | ---------------------------- | ------------------------------ | ------------------------------ | -------------------------------- | ------------------------------ | -------------- |
| 田水山村        | 明治29年3月29日 筑波郡に移行 | 田水山村            | 筑波郡 田水山村             | 筑波郡 田水山村        | 筑波郡 田水山村               | 筑波郡 田水山村              | 昭和30年4月1日 筑波町と合併    | 昭和63年1月31日 つくば市に編入 | つくば市                         | つくば市                       | つくば市       |
| 葛城村          | 明治29年3月29日 筑波郡に移行 | 葛城村              | 筑波郡 葛城村               | 筑波郡 葛城村          | 筑波郡 葛城村                 | 筑波郡 葛城村                | 昭和30年3月31日 谷田部町と合併 | 昭和62年11月30日 つくば市      | つくば市                         | つくば市                       | つくば市       |
| 大穂村          | 明治29年3月29日 筑波郡に移行 | 大穂村              | 筑波郡 大穂村               | 筑波郡 大穂村          | 昭和28年4月1日 町制           | 昭和28年4月1日 町制          | 筑波郡 大穂町                  | 昭和62年11月30日 つくば市      | つくば市                         | つくば市                       | つくば市       |
| 栄村            | 栄村                         | 栄村                | 栄村                        | 栄村                   | 栄村                          | 栄村                         | 昭和30年7月22日 桜村           | 昭和62年11月30日 つくば市      | つくば市                         | つくば市                       | つくば市       |
| 九重村          | 九重村                       | 九重村              | 九重村                      | 九重村                 | 九重村                        | 九重村                       | 昭和30年7月22日 桜村           | 昭和62年11月30日 つくば市      | つくば市                         | つくば市                       | つくば市       |
| 栗原村          | 栗原村                       | 栗原村              | 栗原村                      | 栗原村                 | 栗原村                        | 栗原村                       | 昭和30年7月22日 桜村           | 昭和62年11月30日 つくば市      | つくば市                         | つくば市                       | つくば市       |
| 藤沢村          | 藤沢村                       | 藤沢村              | 藤沢村                      | 藤沢村                 | 藤沢村                        | 藤沢村                       | 昭和30年7月27日 新治村         | 新治村                         | 平成18年2月20日 土浦市に編入     | 平成18年2月20日 土浦市に編入   | 土浦市         |
| 斗利出村        | 斗利出村                     | 斗利出村            | 斗利出村                    | 斗利出村               | 斗利出村                      | 斗利出村                     | 昭和30年7月27日 新治村         | 新治村                         | 平成18年2月20日 土浦市に編入     | 平成18年2月20日 土浦市に編入   | 土浦市         |
| 筑波郡 山ノ荘村 | 明治29年3月29日 新治郡に移行 | 山ノ荘村            | 山ノ荘村                    | 山ノ荘村               | 山ノ荘村                      | 山ノ荘村                     | 昭和30年7月27日 新治村         | 新治村                         | 平成18年2月20日 土浦市に編入     | 平成18年2月20日 土浦市に編入   | 土浦市         |
| 信太郡 東村     | 明治29年3月29日 新治郡に移行 | 東村                | 昭和14年6月1日 土浦町に編入 | 昭和15年11月3日 土浦市 | 土浦市                        | 土浦市                       | 土浦市                         | 土浦市                         | 土浦市                           | 土浦市                         | 土浦市         |
| 信太郡 中家村   | 明治29年3月29日 新治郡に移行 | 中家村              | 昭和12年4月1日 土浦町に編入 | 昭和15年11月3日 土浦市 | 土浦市                        | 土浦市                       | 土浦市                         | 土浦市                         | 土浦市                           | 土浦市                         | 土浦市         |
| 土浦町          | 土浦町                       | 土浦町              | 土浦町                      | 昭和15年11月3日 土浦市 | 土浦市                        | 土浦市                       | 土浦市                         | 土浦市                         | 土浦市                           | 土浦市                         | 土浦市         |
| 真鍋町          | 真鍋町                       | 真鍋町              | 真鍋町                      | 昭和15年11月3日 土浦市 | 土浦市                        | 土浦市                       | 土浦市                         | 土浦市                         | 土浦市                           | 土浦市                         | 土浦市         |
| 都和村          | 都和村                       | 都和村              | 都和村                      | 都和村                 | 昭和22年9月1日 土浦市に編入   | 昭和22年9月1日 土浦市に編入  | 土浦市                         | 土浦市                         | 土浦市                           | 土浦市                         | 土浦市         |
| 上大津村        | 上大津村                     | 上大津村            | 上大津村                    | 上大津村               | 昭和29年11月1日 土浦市に編入  | 昭和29年11月1日 土浦市に編入 | 土浦市                         | 土浦市                         | 土浦市                           | 土浦市                         | 土浦市         |
| 下大津村        | 下大津村                     | 下大津村            | 下大津村                    | 下大津村               | 下大津村                      | 下大津村                     | 昭和30年2月11日 出島村         | 出島村                         | 平成9年4月1日 霞ヶ浦町に町制改称 | 平成17年3月28日 かすみがうら市 | かすみがうら市 |
| 美並村          | 美並村                       | 美並村              | 美並村                      | 美並村                 | 美並村                        | 美並村                       | 昭和30年2月11日 出島村         | 出島村                         | 平成9年4月1日 霞ヶ浦町に町制改称 | 平成17年3月28日 かすみがうら市 | かすみがうら市 |
| 牛渡村          | 牛渡村                       | 牛渡村              | 牛渡村                      | 牛渡村                 | 牛渡村                        | 牛渡村                       | 昭和30年2月11日 出島村         | 出島村                         | 平成9年4月1日 霞ヶ浦町に町制改称 | 平成17年3月28日 かすみがうら市 | かすみがうら市 |
| 佐賀村          | 佐賀村                       | 佐賀村              | 佐賀村                      | 佐賀村                 | 佐賀村                        | 佐賀村                       | 昭和30年2月11日 出島村         | 出島村                         | 平成9年4月1日 霞ヶ浦町に町制改称 | 平成17年3月28日 かすみがうら市 | かすみがうら市 |
| 安飾村          | 安飾村                       | 安飾村              | 安飾村                      | 安飾村                 | 安飾村                        | 安飾村                       | 昭和30年2月11日 出島村         | 出島村                         | 平成9年4月1日 霞ヶ浦町に町制改称 | 平成17年3月28日 かすみがうら市 | かすみがうら市 |
| 志士庫村        | 志士庫村                     | 志士庫村            | 志士庫村                    | 志士庫村               | 志士庫村                      | 志士庫村                     | 昭和30年2月11日 出島村         | 出島村                         | 平成9年4月1日 霞ヶ浦町に町制改称 | 平成17年3月28日 かすみがうら市 | かすみがうら市 |
| 新治村          | 新治村                       | 新治村              | 新治村                      | 新治村                 | 昭和29年 3月31日千代田村      | 昭和29年 3月31日千代田村     | 千代田村                       | 千代田村                       | 平成4年1月1日 町制               | 平成17年3月28日 かすみがうら市 | かすみがうら市 |
| 志筑村          | 志筑村                       | 志筑村              | 志筑村                      | 志筑村                 | 昭和29年 3月31日千代田村      | 昭和29年 3月31日千代田村     | 千代田村                       | 千代田村                       | 平成4年1月1日 町制               | 平成17年3月28日 かすみがうら市 | かすみがうら市 |
| 七会村          | 七会村                       | 七会村              | 七会村                      | 七会村                 | 昭和29年 3月31日千代田村      | 昭和29年 3月31日千代田村     | 千代田村                       | 千代田村                       | 平成4年1月1日 町制               | 平成17年3月28日 かすみがうら市 | かすみがうら市 |
| 田余村          | 田余村                       | 田余村              | 田余村                      | 田余村                 | 田余村                        | 田余村                       | 昭和30年3月31日 玉里村         | 玉里村                         | 平成19年4月1日 小美玉市          | 平成19年4月1日 小美玉市        | 小美玉市       |
| 玉川村          | 玉川村                       | 玉川村              | 玉川村                      | 玉川村                 | 玉川村                        | 玉川村                       | 昭和30年3月31日 玉里村         | 玉里村                         | 平成19年4月1日 小美玉市          | 平成19年4月1日 小美玉市        | 小美玉市       |
| 三村            | 三村                         | 三村                | 三村                        | 三村                   | 三村                          | 昭和29年12月1日 石岡市に編入 | 石岡市                         | 石岡市                         | 平成17年10月1日 石岡市           | 平成17年10月1日 石岡市         | 石岡市         |
| 関川村          | 関川村                       | 関川村              | 関川村                      | 関川村                 | 関川村                        | 昭和29年12月1日 石岡市に編入 | 石岡市                         | 石岡市                         | 平成17年10月1日 石岡市           | 平成17年10月1日 石岡市         | 石岡市         |
| 石岡町          | 石岡町                       | 石岡町              | 石岡町                      | 石岡町                 | 石岡町                        | 昭和29年2月11日 市制         | 石岡市                         | 石岡市                         | 平成17年10月1日 石岡市           | 平成17年10月1日 石岡市         | 石岡市         |
| 高浜町          | 高浜町                       | 高浜町              | 高浜町                      | 高浜町                 | 昭和28年11月16日 石岡町に編入 | 昭和29年2月11日 市制         | 石岡市                         | 石岡市                         | 平成17年10月1日 石岡市           | 平成17年10月1日 石岡市         | 石岡市         |
| 柿岡町          | 柿岡町                       | 柿岡町              | 柿岡町                      | 柿岡町                 | 柿岡町                        | 柿岡町                       | 昭和30年1月1日 八郷町          | 八郷町                         | 平成17年10月1日 石岡市           | 平成17年10月1日 石岡市         | 石岡市         |
| 林村            | 林村                         | 林村                | 林村                        | 林村                   | 林村                          | 林村                         | 昭和30年1月1日 八郷町          | 八郷町                         | 平成17年10月1日 石岡市           | 平成17年10月1日 石岡市         | 石岡市         |
| 園部村          | 園部村                       | 園部村              | 園部村                      | 園部村                 | 園部村                        | 園部村                       | 昭和30年1月1日 八郷町          | 八郷町                         | 平成17年10月1日 石岡市           | 平成17年10月1日 石岡市         | 石岡市         |
| 瓦会村          | 瓦会村                       | 瓦会村              | 瓦会村                      | 瓦会村                 | 瓦会村                        | 瓦会村                       | 昭和30年1月1日 八郷町          | 八郷町                         | 平成17年10月1日 石岡市           | 平成17年10月1日 石岡市         | 石岡市         |
| 恋瀬村          | 恋瀬村                       | 恋瀬村              | 恋瀬村                      | 恋瀬村                 | 恋瀬村                        | 恋瀬村                       | 昭和30年1月1日 八郷町          | 八郷町                         | 平成17年10月1日 石岡市           | 平成17年10月1日 石岡市         | 石岡市         |
| 葦穂村          | 葦穂村                       | 葦穂村              | 葦穂村                      | 葦穂村                 | 葦穂村                        | 葦穂村                       | 昭和30年1月1日 八郷町          | 八郷町                         | 平成17年10月1日 石岡市           | 平成17年10月1日 石岡市         | 石岡市         |
| 小幡村          | 小幡村                       | 小幡村              | 小幡村                      | 小幡村                 | 小幡村                        | 小幡村                       | 昭和30年1月1日 八郷町          | 八郷町                         | 平成17年10月1日 石岡市           | 平成17年10月1日 石岡市         | 石岡市         |
| 小桜村          | 小桜村                       | 小桜村              | 小桜村                      | 小桜村                 | 小桜村                        | 小桜村                       | 昭和30年1月1日 八郷町          | 八郷町                         | 平成17年10月1日 石岡市           | 平成17年10月1日 石岡市         | 石岡市         |

#### 昭和7年
昭和7年の主な官公衙は東京税務監督局土浦税務署、土浦郵便局、土浦警察署、土浦區裁判所、同石岡出張所、同柿岡出張所、同美並出張所、石岡警察署、宇都宮憲兵隊土浦憲兵分隊、縣立土浦中学校、縣立土浦高等女学校、縣立石岡農学校、石岡實科高等女学校および縣立土浦養魚場。以下は町村一覧。5町30村。
- 町 - 土浦、眞鍋、高濱、石岡、柿岡
- 村 - 上大津、下大津、美並（みなみ）、牛渡（うしわた）、佐賀、安飾（あんしょく）、志士庫（ししこ）、關川（せきかわ）、玉川（たまかわ）、田余（たあまり）、園部、瓦會（かわらえ）、林、戀瀨、葦穂（あしほ）、東（あづま）、中家（なかや）、小幡（おばた）、小櫻、志筑（しづく）、新治、七會（ななえ）、都和（つわ）、藤澤、斗利出、榮、九重、栗原、山ノ莊（やまのしょう）、三（み）

## 地理
南東に霞ヶ浦が広がり、中央部から北部にかけて標高200–300 mの筑波山塊があり、北部は筑波山塊に囲まれた八郷盆地がある地域で、東の郡境で霞ヶ浦に注ぐ園部川と西南部を貫流する桜川の2つの河川の間に挟まれている。南東部は洪積台地の新治台地、霞ヶ浦の湖岸低地、南西部は比較的平坦な筑波台地と桜川の沖積低地からなり、台地の標高は20–30 mほどで、その表面は関東ローム層に覆われている。
首都東京から60–80 km圏内に位置し、主に台地は畑作、低地は水田やハス田に利用されているが、1960年の県工場誘致条例施行以後は、石岡や土浦の一部地域に工業団地も造成された。また、つくば市の旧桜村地域は、筑波研究学園都市の一地域となっている。筑波山塊の山麓部は、果樹に重点を置いた農地に土地利用されている。

## 行政
歴代郡長
| 代 | 氏名 | 就任年月日                | 退任年月日                | 備考                   |
| -- | ---- | ------------------------- | ------------------------- | ---------------------- |
| 1  |      | 明治11年（1878年）12月2日 |                           |                        |
|    |      |                           | 大正15年（1926年）6月30日 | 郡役所廃止により、廃官 |